# أوبورن (كاليفورنيا)
أوبورن (بالإنجليزية: Auburn)‏ هي إحدى مدن مقاطعة بلاسير، كاليفورنيا. تم إعطاءها لقب مدينة في 2 مايو، 1888.

## المناخ
يظهر الجدول التالي التغييرات المناخية على مدار السنة لأوبورن:
| البيانات المناخية لـأوبورن                                                                | البيانات المناخية لـأوبورن | البيانات المناخية لـأوبورن | البيانات المناخية لـأوبورن | البيانات المناخية لـأوبورن | البيانات المناخية لـأوبورن | البيانات المناخية لـأوبورن | البيانات المناخية لـأوبورن | البيانات المناخية لـأوبورن | البيانات المناخية لـأوبورن | البيانات المناخية لـأوبورن | البيانات المناخية لـأوبورن | البيانات المناخية لـأوبورن | البيانات المناخية لـأوبورن |
| الشهر                                                                                     | يناير                      | فبراير                     | مارس                       | أبريل                      | مايو                       | يونيو                      | يوليو                      | أغسطس                      | سبتمبر                     | أكتوبر                     | نوفمبر                     | ديسمبر                     | المعدل السنوي              |
| ----------------------------------------------------------------------------------------- | -------------------------- | -------------------------- | -------------------------- | -------------------------- | -------------------------- | -------------------------- | -------------------------- | -------------------------- | -------------------------- | -------------------------- | -------------------------- | -------------------------- | -------------------------- |
| الدرجة القصوى °ف (°م)                                                                     | 75 (24)                    | 78 (26)                    | 86 (30)                    | 98 (37)                    | 107 (42)                   | 110 (43)                   | 115 (46)                   | 110 (43)                   | 111 (44)                   | 102 (39)                   | 87 (31)                    | 76 (24)                    | 115 (46)                   |
| متوسط درجة الحرارة الكبرى °ف (°م)                                                         | 53 (12)                    | 60 (16)                    | 64 (18)                    | 71 (22)                    | 80 (27)                    | 88 (31)                    | 94 (34)                    | 92 (33)                    | 87 (31)                    | 77 (25)                    | 63 (17)                    | 54 (12)                    | 74 (23)                    |
| المتوسط اليومي °ف (°م)                                                                    | 46 (8)                     | 51 (11)                    | 54 (12)                    | 60 (16)                    | 66 (19)                    | 73 (23)                    | 78 (26)                    | 76 (24)                    | 73 (23)                    | 65 (18)                    | 54 (12)                    | 47 (8)                     | 62 (17)                    |
| متوسط درجة الحرارة الصغرى °ف (°م)                                                         | 39 (4)                     | 42 (6)                     | 44 (7)                     | 48 (9)                     | 53 (12)                    | 58 (14)                    | 61 (16)                    | 61 (16)                    | 58 (14)                    | 52 (11)                    | 44 (7)                     | 39 (4)                     | 50 (10)                    |
| أدنى درجة حرارة °ف (°م)                                                                   | 21 (−6)                    | 23 (−5)                    | 27 (−3)                    | 33 (1)                     | 36 (2)                     | 43 (6)                     | 48 (9)                     | 46 (8)                     | 41 (5)                     | 31 (−1)                    | 27 (−3)                    | 16 (−9)                    | 16 (−9)                    |
| الهطول إنش (مم)                                                                           | 6.38 (162)                 | 6.3 (160)                  | 5.83 (148)                 | 2.87 (73)                  | 1.57 (40)                  | 0.35 (8.9)                 | 0.16 (4.1)                 | 0.08 (2.0)                 | 0.59 (15)                  | 2.09 (53)                  | 4.41 (112)                 | 6.73 (171)                 | 37.36 (949)                |
| متوسط تساقط الثلوج إنش (سم)                                                               | 0 (0)                      | 0.2 (0.51)                 | 0.2 (0.51)                 | 0.2 (0.51)                 | 0 (0)                      | 0 (0)                      | 0 (0)                      | 0 (0)                      | 0 (0)                      | 0 (0)                      | 0.2 (0.51)                 | 0.1 (0.25)                 | 0.9 (2.3)                  |
| المصدر #1: http://www.myforecast.com/bin/climate.m?city=11508&metric=false                |                            |                            |                            |                            |                            |                            |                            |                            |                            |                            |                            |                            |                            |
| المصدر #2: https://www.usclimatedata.com/climate/auburn/california/united-states/usca0054 |                            |                            |                            |                            |                            |                            |                            |                            |                            |                            |                            |                            |                            |

## أعلام
- أليكساندر روسي
- بولي سميث
- بارك غودوين
- كريس كير
- تومي تومسون
- جوان إس. فالنتاين
- كين هودر
- مايك بلاك
- كلارك أشتون سميث
- إد بيندكت
- أوبال كونز